# Lingua mozarabica
La lingua mozarabica fu un continuum dialettale romanzo parlata nella penisola iberica da parte dei Cristiani nell'XI secolo e nel XII secolo, prima della Reconquista.
La parola mozarabico deriva dalla definizione in arabo classico مستعرب musta‘rab (arabizzato), per i cristiani che vivevano in al-Andalus, il territorio spagnolo sotto il dominio islamico, ma che parlavano una lingua romanza, i Mozarabi. La versione scritta in caratteri arabi (aljamiado) è fortemente influenzata da parole arabe. Le formule mozarabiche si sono conservate fino ad oggi nella liturgia a Toledo (Rito mozarabico).

## Fonetica e morfologia
Per alcuni aspetti, la lingua mozarabica è più arcaica delle altre lingue romanze. Basandosi sui documenti scritti identificati come mozarabico, un esempio di queste caratteristiche arcaiche sono la conservazione della f- ad inizio parola, dei nessi consonantici latini FL-, CL- e PL- e dei suoni intervocalici /p/, /t/ e /k/, come ad esempio nelle parole lopa (lupa), toto (tutto) o formica. In queste parole non assistiamo alla sostituzione delle consonanti intervocaliche sorde con le corrispettive sonore, ovvero in (/p/>/b/), (/t/>/d/) e (/k/>/g/). Al contrario, la lettera c seguita dalle vocali e/i venne pronunciata come /ʧ/, come in italiano.
La morfologia di alcune parole è più vicina al latino rispetto alle lingue iberoromanze o alle lingue romanze in generale. Questa varietà romanza ha avuto un impatto significativo sulla formazione del portoghese, dello spagnolo e specialmente dello spagnolo andaluso; con ciò si spiega il motivo per cui queste lingue possiedono molte parole derivate dall'arabo andaluso (il mozarabico fu, comprensibilmente, abbastanza influenzato dall'arabo e viceversa). In Portogallo, i dialetti mozarabici locali sono conosciuti col nome di mozarabico lusitano (in portoghese: Lusitano-moçárabe).

## Esempi
Confrontiamo ora il Padre nostro in mozarabico e le altre lingue iberiche.
| Mozarabico | Aragonese | Castigliano | Galiziano | Portoghese | Asturiano | Leonese | Catalano |
| --- | --- | --- | --- | --- | --- | --- | --- |
| Padre nostro que yes en el ciel, santificato siad lo teu nomne.                                                     | Pai nuestro, que yes en o cielo, santificato siga o tuyo nombre.                                                              | Padre nuestro que estás en los cielos, santificado sea tu nombre.                                                          | Pai noso que estás no ceos, santificado sexa o teu nome.                                                       | Pai nosso que estás nos céos, santificádo seja o teu nome.                                                           | Padre nuesu que tas en cielu, santificáu seya'l to nome.                                                            | Padre nuesu que tas nu cielu, santificáu sía'l tou nome.                                                            | Pare nostre, que esteu en el cel, sigui santificat el vostre nom.                                                                            |
| Venya a nos el teu regno, fayadse la tua voluntat ansi en la terra como en el ciel.                                 | Vienga ta nusatros reino tuyo y se faiga la tuya voluntat en a tierra como en o cielo.                                        | Venga a nosotros tu reino. Hágase tu voluntad, así en la tierra como en el cielo.                                          | Veña a nós o teu reino, e fágase a túa vontade, aquí na terra como no Ceo.                                     | Venha o teu reino, seja feita a tua vontade, assim na terra, como no céu.                                            | Amiye'l to reinu, fáigase la to voluntá asina na tierra qu'en cielu.                                                | Venga a nós el tou reinu, fáigase la túa voluntá asina na tierra como nu cielu.                                     | Faci's la vostra voluntat, així en la terra com es fa en el cel.                                                                             |
| El pan nostro de cata dia danoslo uei ed perdonanos las nostras offensas como nos perdonamos los qui nos offendent. | O pan nuestro de cada diya da-lo-mos huei, perdona las nuestras ofensas como tamién nusatros perdonamos a os que mos ofenden. | El pan nuestro de cada día, danoslo hoy y perdónanos nuestras ofensas, así como nosotros perdonamos a los que nos ofenden. | O noso pan de cada día, dánolo hoe, e perdóano-las nosas ofensas, como tamén nós perdoamos a quen nos ofenden. | O nosso pão de cada dia nos dá hoje, e perdoa-nós as nossos devedores, assim como nós perdoamos aos que nos ofenden. | Nuesu pan de ca díes dánoslo güei y perdónamos les nueses ofenses asina como nós perdonamos a los que nos ofienden. | El nuosu pan de ca día dánoslu güei ya perdona las nuosas ofensas asina como nós perdonamos a los que nos ofienden. | El nostre pa de cada dia, doneu-nos, Senyor, el dia d'avui, i perdoneu les nostres ofenses, així com nosaltres perdonem els que nos ofenden. |
| Non nos layxes cader en la tentasion ed liberanos del mal. Amen.                                                    | No mos dixes cayer en a tentazión y libera-mos d'o mal. Amén.                                                                 | No nos dejes caer en la tentación y liberanos del mal. Amen                                                                | Non mos deixes caír en tentación e libramos do mal Amén.                                                       | Não nos induzas à tentação e livra-nos do mal. Amen.                                                                 | Nun mos dexes cayer na tentación, y llíbramos del mal. Amén.                                                        | Nun nos deixes cayer na tentación y llíbranos del mal. Amén.                                                        | No permeteu que nosaltres caiguem en la temptació, i deslliureu-nos de qualsevol mal. Amén                                                   |

Il codice linguistico collettivo secondo ISO 639-2 è roa.

## Esempio di testo dell'undicesimo secolo
| Mozarabico | Aragonese | Castigliano | Valenciano/Catalano | Portoghese | Latino | Italiano |
| Mio sîdî ïbrâhîm yâ tú uemme dolce fente mib de nohte. In non, si non queris, irey-me ad tib, gari-me a ob legar-te | Mio sinyor Abrahán, oh tu, hombre dulce! Viene a mi de nueit. Si no, si no quiers, Iré-me ta ti, di-me a ón trobar-te. | Mi señor Ibrahim, ¡oh tú, hombre dulce! vente a mí de noche. Si no, si no quieres, iréme a ti, dime a dónde encontrarte. | El meu senyor Ibrahim, oh tu, home dolç! vine't a mi de nit. Si no, si no vols, aniré'm a tu, digues-me a on trobar-te. | Meu senhor Ibrahim, ó tu, homem doce! vem a mim de noite. Senão, se não quiseres, ir-me-ei a ti, diz-me onde encontrar-te. | Domine mi Ibrahim o tu homo dulcis. Veni mihi noctu. Si non, si non vis, ibo tibi, dic mihi ubi te invenias. | Mio signore Ibrahim o dolce uomo. Vieni da me di notte. Se no, se non vuoi, Io verrò da te, dimmi dove incontrarti. |